# Cottaging

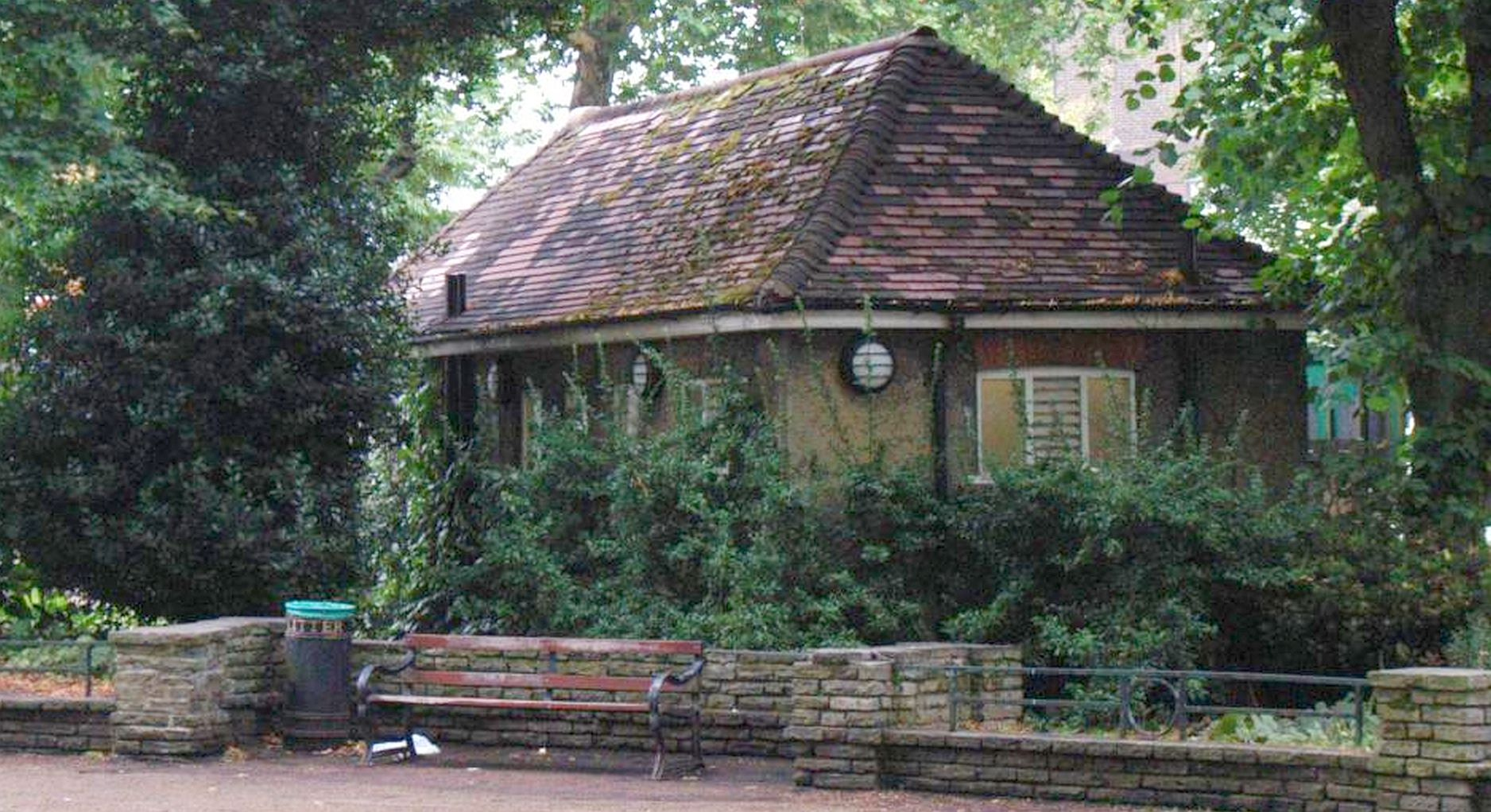
Lavatórios públicos em Londres, a origem do termo cottaging

Cottaging é um termo da Inglaterra que refere-se ao sexo praticado entre desconhecidos em locais públicos. Seu nome provém do formato dos banheiros públicos nos parques da Inglaterra que tem o telhado em formato triangular  (cottage = cabana). Grande parte desta modalidade de sexo ocorre entre homens, mas também pode ser praticado por mulheres.

## Ocorrências famosas
- George Michael foi preso em 1998 num banheiro em Los Angeles.[1]
- No filme Desperate Living ocorre um cottaging lésbico.[1]